# Batia Suter
Batia Suter est une artiste suisse née à Bülach en 1967, actuellement[Quand ?] basée à Amsterdam, qui travaille principalement l'image et le livre d'artiste.
Son travail porte sur la production d’images (très) grand format qui entrent en résonance avec leur lieu d’exposition, des animations photographiques, des séquences d’images et de collages, souvent à partir d’images trouvées.
Ses thèmes récurrents sont l’« iconification » et l’« immunogénicité » des images, ainsi que les circonstances qui les ont chargées de ces nouvelles valeurs associatives. Son travail replace, de manière intuitive, d’anciennes images dans de nouveaux contextes afin de créer la surprise et d’engager une réflexion sur ces nouvelles possibilités signifiantes. Avec un œil affuté pour repérer les harmonies cachées et les accidents expressifs, Suter crée des espaces hypnagogiques où les images peuvent communiquer selon leur propre logique.

## Biographie
Elle suit le Cours préparatoire à l'École de design Zurich en 1990-1991 puis de 1992 à 1995 est élève de l'École supérieure des arts d'Arnhem. Elle travaille en 1995-1996 aux ateliers d'Arnhem puis de 1998 à 2000 :à la Werkplaats Typografie d'Arnhem

## Œuvres
- Parallel Encyclopedia (2007) : publié par Roma Publications, cette volumineuse encyclopédie de 592 pages nous montre les liens et rapprochements entre les images proposés par l'artiste avec notamment des planches monochromes d'oursins et de météorites, la momie de Ramsès II face au buste de Jules César[4]... Ce livre, imprimé à 800 exemplaires, contient uniquement des images extraites d'autres livres collectés par l'artiste au fil du temps. Certains ont rapproché sa lecture d'une expérience cinématographique par le montage des images[5]. Ce livre a reçu le prix de Best Dutch Book Design en 2007[4].
- Surface Series (2011) : initialement créé entre 2008 et 2010 pour une installation lors du Culturgest Porto, Surface Series est une étude poétique de la surface, de l’image et du lieu qui prend corps grâce à des photographies grand format combinées à des fragments d’autres livres. Il s’agit d’un montage évocatif d’images explorant la mise en regard de paysages géographiques avec la surface visuelle[2]. Ce livre fut publié par Roma Publications (Amsterdam) en 2011[6].
- Parallel Encyclopedia #2 (2012) : nommé pour le Photobook Award en 2012, ce livre s'installe dans la continuité du premier opus et a pour but de « repenser le savoir du monde »[7].

## Prix et récompenses
- 2012 : Subvention de publication / Fondation Mondriaan, Amsterdam, NL
  - Bourse, Fondation d'arts plastiques, Amsterdam, NL
  - Nomination au prix de photographie, 2012 / 5ème Festival international de photographie, Cassel, D
- 2010 : Subvention de publication, Fondation d'arts plastiques, Amsterdam, NL
- 2007 : Prix du meilleur design de livre hollandais, Parallel Encyclopedia, 2007, NL
- 2005 : Contribution, Kuratorium d'Argovie, Aarau, CH
- 2004 : Prix artistique HansTrudel, Baden, CH
  - Subevention, Province de Gueldre, Arnhem, NL
  - Bourse, Fondation d'arts plastiques, Amsterdam, NL
  - Bourse du canton de Zürich, CH
- 2002 : Bourse du canton de Zürich, CH
  - Bourse de soutien du Kuratorium d'Argovie, CH
  - Prix artistique Euregio, société des Beaux-Arts Euregio, Clèves, DE et GB, Arnhem NL
- 2001 : Bourse, Fondation d'arts plastiques, Amsterdam, NL
- 1997 : Bourse Kiefer Hablitzel, CH[2]